# In the Army Now (canción)
«In the Army Now» –en español, «En el ejército ahora»– es una canción escrita por el dúo neerlandés Bolland & Bolland en el año 1981, que a pesar de no ser tan popular en el mundo, se mantuvo seis semanas consecutivas en las listas de sencillos de Noruega. En 1986 fue versionada por la banda británica Status Quo, para su álbum In the Army Now, que además se publicó como su tercer sencillo en septiembre del mismo año.
La versión de los ingleses obtuvo un gran éxito en los mercados mundiales, donde alcanzó el primer lugar en las listas de Austria, Alemania, Suiza e Irlanda, por mencionar algunas. También fue certificado con discos de oro y de plata, en Francia y el Reino Unido respectivamente. Por otro lado y como dato, en la versión de Status Quo el vocalista de Slade, Noddy Holder, es quien menciona la frase «Stand up and fight».

## Otras versiones
Con los años ha sido versionada por varias bandas, de diversos géneros musicales e incluso en otros idiomas. Una de las primeras ocurrió en 1987, cuando los alemanes Fee la grabaron en idioma alemán, cuyo título fue «Du mußt zur Bundeswehr». En 1994 la banda eslovena, Laibach, la versionó para su disco NATO. En 2009 los franceses Les Enfoirés, la grabaron en idioma francés bajo el título de «Ici Les Enfoirés», donde además cambiaron partes de la letra original. Además en el 2012, el grupo de power metal Sabaton la versionó para su álbum Carolus rex y que se incluyó como pista adicional solo para ciertos mercados.
En 2010, Status Quo grabó una nueva versión pero esta vez con el Corps of Army Choir, la que fue publicada como sencillo en septiembre del mismo año. Todo el dinero obtenido con su venta, fue donado a la Fundación de las Fuerzas Británicas y a la organización de caridad, Help of Heroes.

## Lista de canciones
Sencillo de 7"
1. «In the Army Now» (Bolland/Bolland) — 3:52
2. «Heartburn» (Patrick/Parfitt/Rossi) — 4:44

Maxi 12"
Lado uno
1. «In the Army Now» (mix militar) — 5:55

Lado dos
1. «Heartburn» (Patrick/Parfitt/Rossi) — 4:44
2. «Late Last Night» (Young/Parfitt/Rossi) — 2:58

## Listas de popularidad y ventas
| Lista (1986-1987)                     | Máxima posición |
| ------------------------------------- | --------------- |
| Austria (Ö3 Austria Top 40)           | 1               |
| Bélgica (Flandes) (Ultratop 50)       | 15              |
| Belgian VRT Top 30                    | 12              |
| Francia (SNEP)                        | 2               |
| Alemania (Media Control AG)           | 1               |
| Irish Singles Chart                   | 1               |
| Países Bajos (Dutch Top 40)           | 11              |
| Países Bajos (Mega Single Top 100)    | 15              |
| Noruega (VG-lista)                    | 2               |
| España (PROMUSICAE)                   | 2               |
| Suecia (Sverigetopplistan)            | 6               |
| Suiza (Schweizer Hitparade)           | 1               |
| Reino Unido (Official Charts Company) | 2               |

| Lista de fin de año (1987)    | Posición |
| ----------------------------- | -------- |
| Austria (Ö3 Austria Top 40)   | 11       |
| Spain (PROMUSICAE)            | 8        |
| Switzerland (Swiss Hitparade) | 25       |

| País        | Certificación | Fecha | Ventas  |
| ----------- | ------------- | ----- | ------- |
| Francia     | Oro           | 1987  | 500 000 |
| Reino Unido | Plata         | 1986  | 200 000 |